# ماريش
ماريش (الاسم العلمي Bryopsis)، جنس نباتات بحرية من الخثيات الخضر. أنواعه المعروفة نحو 55. أعطانها تشم معظم بحار العالم. كلانيبها صغيرة. سوقها دقيقة، شبه أسطوانية الشكل متتابعة الأفناد المتراكبة الريشية النصال.